# Kap Steen Bille
Kap Steen Bille är en udde i Grönland (Kungariket Danmark).   Den ligger i kommunen Kujalleq, i den södra delen av Grönland, 600 km sydost om huvudstaden Nuuk.
Terrängen inåt land är kuperad åt sydväst, men åt nordväst är den platt. Havet är nära Kap Steen Bille åt nordost.  Det finns inga samhällen i närheten.